# Observatoire solaire et héliosphérique
Solar and Heliospheric Observatory • SoHO
« SOHO » redirige ici. Pour les autres significations, voir Soho.
L’Observatoire solaire et héliosphérique, en anglais Solar and Heliospheric Observatory, en abrégé SoHO, est un observatoire solaire spatial placé en orbite autour du Soleil. Son objectif principal est l'étude de la structure du Soleil depuis son noyau central jusqu'à la couronne solaire et des processus produisant le vent solaire. Pour mener à bien sa mission, le satellite SoHO, dont la masse atteint 1,8 tonne, emporte 12 instruments permettant d'effectuer des observations à la fois in situ et à distance. Le cout de développement de cette mission lourde s'élève à environ 1 milliard euros.
La mission SoHO est sélectionnée en 1984 dans le cadre du programme scientifique Horizon 2000 de l'Agence spatiale européenne. La NASA participe  au développement et à la gestion opérationnelle de la mission à hauteur d'un tiers du coût total. L'observatoire solaire est lancé dans l'espace en 1995 par une fusée américain Atlas II et est placé sur une orbite autour du point de Lagrange L1 à environ 1,5 million km de la Terre. La mission, d'une durée initiale de deux ans, est prolongée à plusieurs reprises. En décembre 2020 elle fête son 25e anniversaire depuis le  lancement, alors que le satellite avait été conçu pour quatre années d'activités. Il est prévu que l'observatoire solaire cesse de fonctionner en décembre 2025 pour faire place à une nouvelle génération d'observatoires spatiaux solaires.
SoHO a permis des découvertes fondamentales sur la structure interne du Soleil, son atmosphère chaude et dynamique et sur les interactions entre le vent solaire et le milieu interstellaire. Parmi les données recueillies les plus notables figurent les premières images de la zone de convection et de la structure des tâches solaires sous la surface, des mesures extrêmement précises et détaillées des températures au sein de sa structure, de la rotation interne et de la circulation des flux de gaz à l'intérieur du Soleil, des mesures de l'accélération du vent solaire lent et rapide, l'identification des régions d'origine et des mécanismes d'accélération du vent solaire au niveau des pôles du Soleil ainsi que la découverte de nouveaux phénomènes liés à la dynamique solaire comme les ondes de la couronne solaire et les tornades solaires. SoHO a révolutionné les prévisions météorologiques spatiales en annonçant les perturbations de l'environnement spatial terrestre créées par l'activité solaire trois jours à l'avance et en jouant un rôle clé dans le système d'alerte précoce de ces événements. L'observatoire solaire a fourni tout au long de sa vie opérationnelle des mesures de l'irradiance solaire (constante solaire) ainsi que des flux de rayonnement ultraviolet lointain, deux  informations importantes pour comprendre l'impact du Soleil sur la variabilité du climat de la Terre. Par ailleurs SoHO est l'observatoire ayant découvert le plus grand nombre de comètes (2000 à la date de juin 2011).

## Contexte
À la fin des années 1970 et au début des années 1980, les spécialistes de la physique du Soleil en Europe et aux États-Unis cherchent à capitaliser sur les résultats des observatoires spatiaux solaires OSO-8 et Apollo Telescope Mount (ATM était l'observatoire solaire embarqué à bord de la station spatiale de la NASA Skylab). Ils travaillent à la mise au point du projet GRIST (Grazing Incidence Solar Telescope) qui devait initialement être embarqué à bord de Skylab. À la suite de l'abandon du projet GRIST (Grazing Incidence Solar Telescope), la mission SoHO est proposée en novembre 1982 pour répondre à un appel à propositions lancé par l'Agence spatiale européenne. Les scientifiques disposent depuis peu d'une mesure des vitesses dans la couronne solaire et ils se proposent d'étudier, grâce à des spectromètres embarqués à bord de ce satellite, les processus à l’œuvre dans la haute atmosphère solaire. Un autre type d'observatoire spatial solaire est à l'époque en cours d'étude à l'Agence spatiale européenne (ESA) : DISCO doit être le premier satellite consacré à la science toute neuve de l'héliosismologie c'est-à-dire à l'étude de la propagation du son à l'intérieur du Soleil. Mais début 1983, ce projet est annulé et l'équipe du projet SoHO décide d'intégrer l'héliosismologie dans les objectifs de leur satellite. SoHO doit être placé sur une orbite de halo autour du point de Lagrange L1 du système Soleil-Terre ce qui permettait à la fois une étude in situ du vent solaire sans interférence avec la magnétosphère terrestre et une observation continue du Soleil.
Un groupe de travail réunissant des scientifiques et des représentants de l'ESA, l'ISAS (l'agence spatiale scientifique japonaise) et la NASA étudie entre 1983 et 1985 les nombreux types de mission envisageables pour des études de la physique Terre-Soleil. Le résultat de ces travaux est une série de missions cohérentes regroupées dans un programme baptisé International Solar-Terrestrial Physics (ISTP). Cet ensemble de missions devait permettre d'effectuer des études comparatives — par des observations à la fois in situ et à distance — des principaux processus à l’œuvre dans le Soleil, la magnétosphère et de l'espace interplanétaire. L'ESA contribue à ISTP (International Solar-Terrestrial Physics) à travers deux missions : SoHO et Cluster qui est une constellation de 4 satellites chargés de réaliser une cartographie en trois dimensions de la magnétosphère terrestre. L'étude des relations entre la Terre et le Soleil est également le thème scientifique principal retenu par l'Inter-Agency Consultative Group (IACG) qui regroupe un ensemble plus large d'agences spatiales incluant notamment l'institut scientifique spatial russe IKI. Le programme ISTP (International Solar-Terrestrial Physics) est porté par la suite par l'IACG (Inter-Agency Consultative Group).

## Objectifs
SoHO a pour objectif de répondre à trois interrogations fondamentales dans le domaine de la physique du Soleil :
- quel est le rôle de la couronne solaire et par quel processus est-elle chauffée ?
- où et comment le vent solaire est-il accéléré ?
- quelle est la structure interne du Soleil ?

## Développement du projet

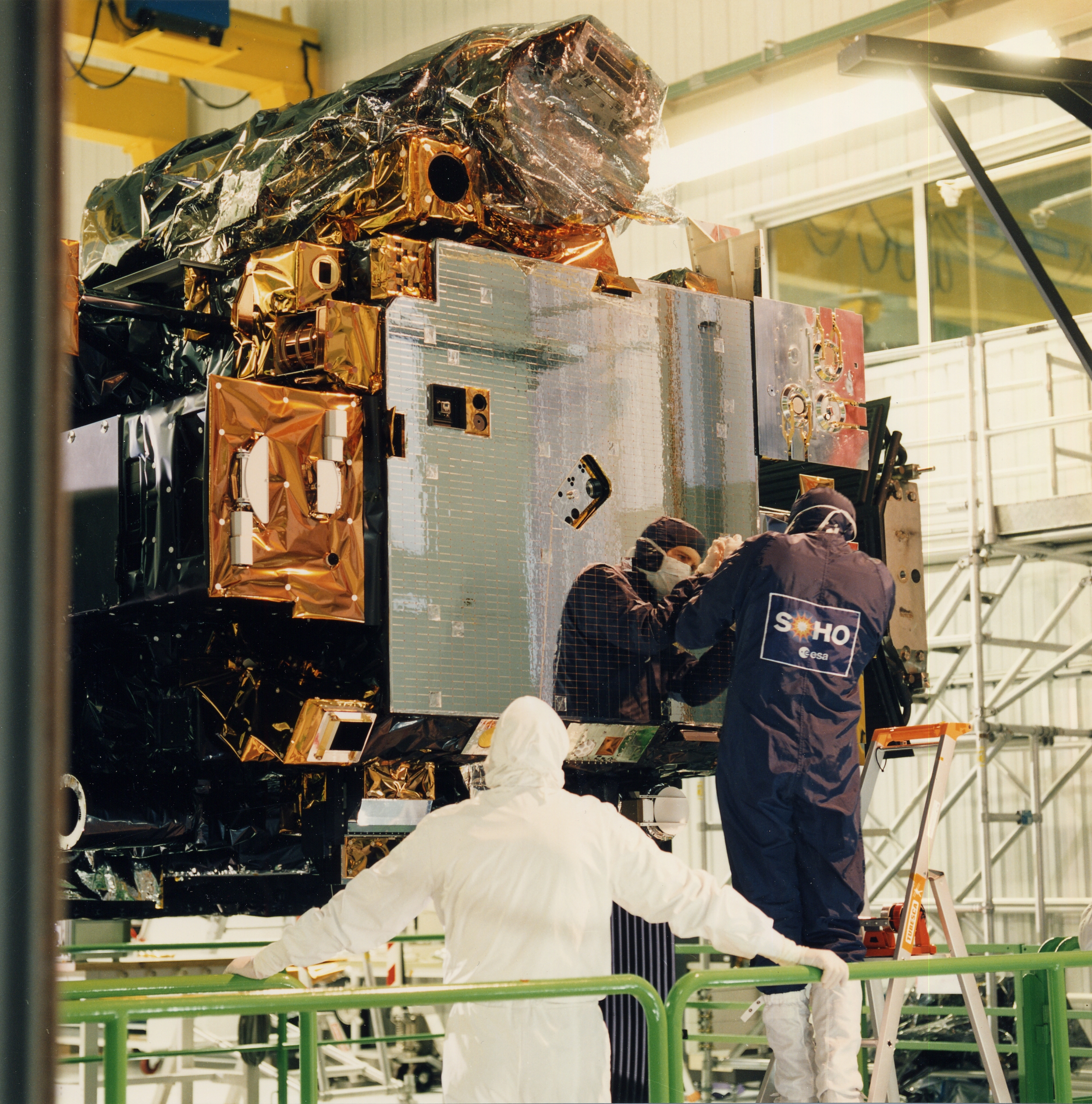
SoHO en cours d'assemblage.

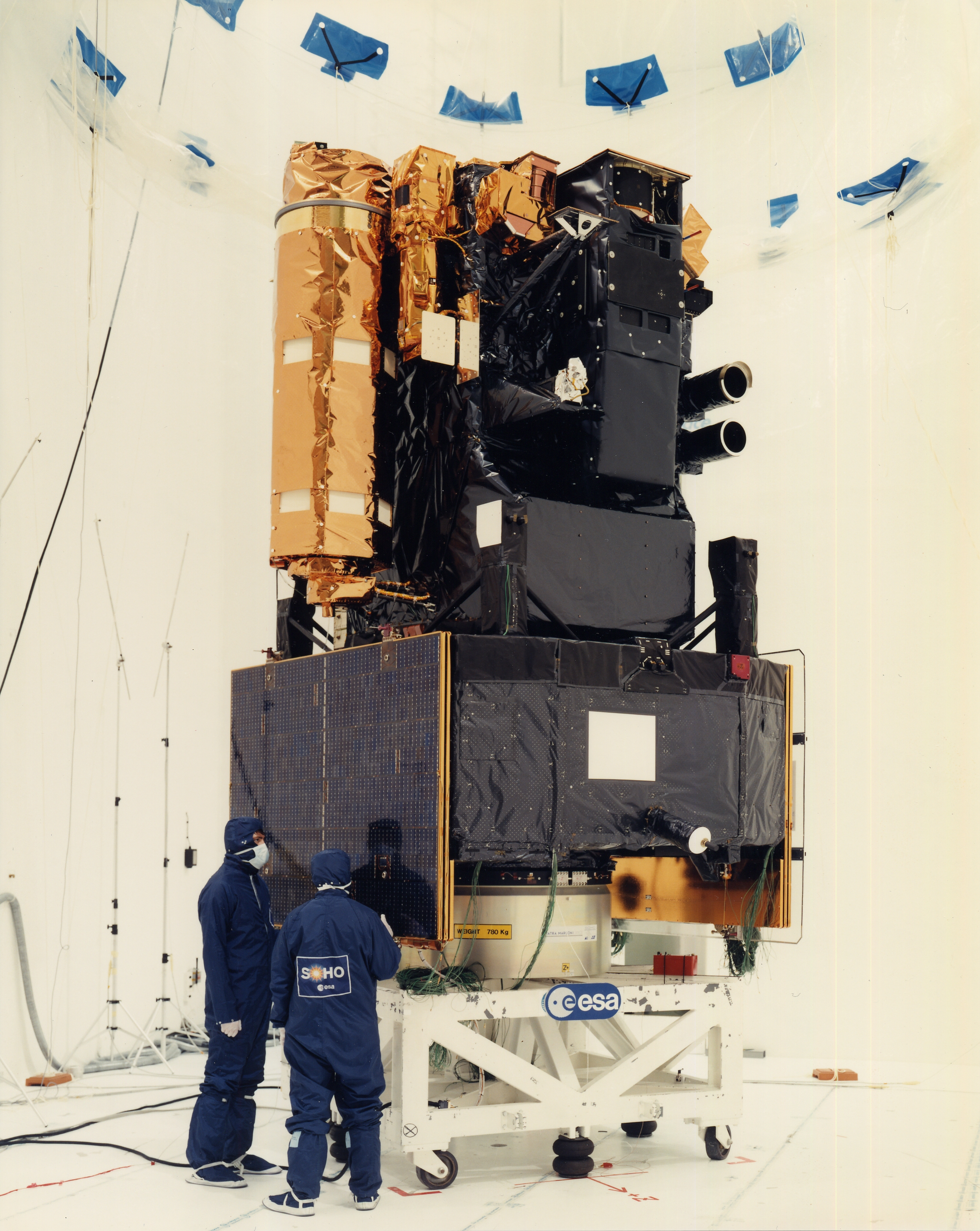
SoHO à Cap Canaveral peu avant son lancement.

L'ensemble formé par SoHO et Cluster est sélectionné en 1984 dans le cadre du programme scientifique Horizon 2000 de l'Agence spatiale européenne. Il s'agit d'une des quatre « pierres angulaires » (missions principales) du programme. Le satellite est réalisé par un consortium d'entreprises européennes menées par la société Matra Marconi. La plateforme (bus) avec ses panneaux solaires, sa propulsion, les systèmes de contrôle d'attitude et de télécommunications sont fournies par l'établissement de Toulouse tandis que le support de la charge utile est assemblée à Portsmouth}. Les instruments scientifiques sont développés par des laboratoires scientifiques européens et américains. La NASA finance un tiers de la mission en fournissant certains équipements (enregistreurs sur bande magnétique, amplificateurs pour le système de télécommunications, viseurs d'étoiles), plusieurs instruments scientifiques, le lanceur ainsi que le centre de contrôle.

## Déroulement de la mission

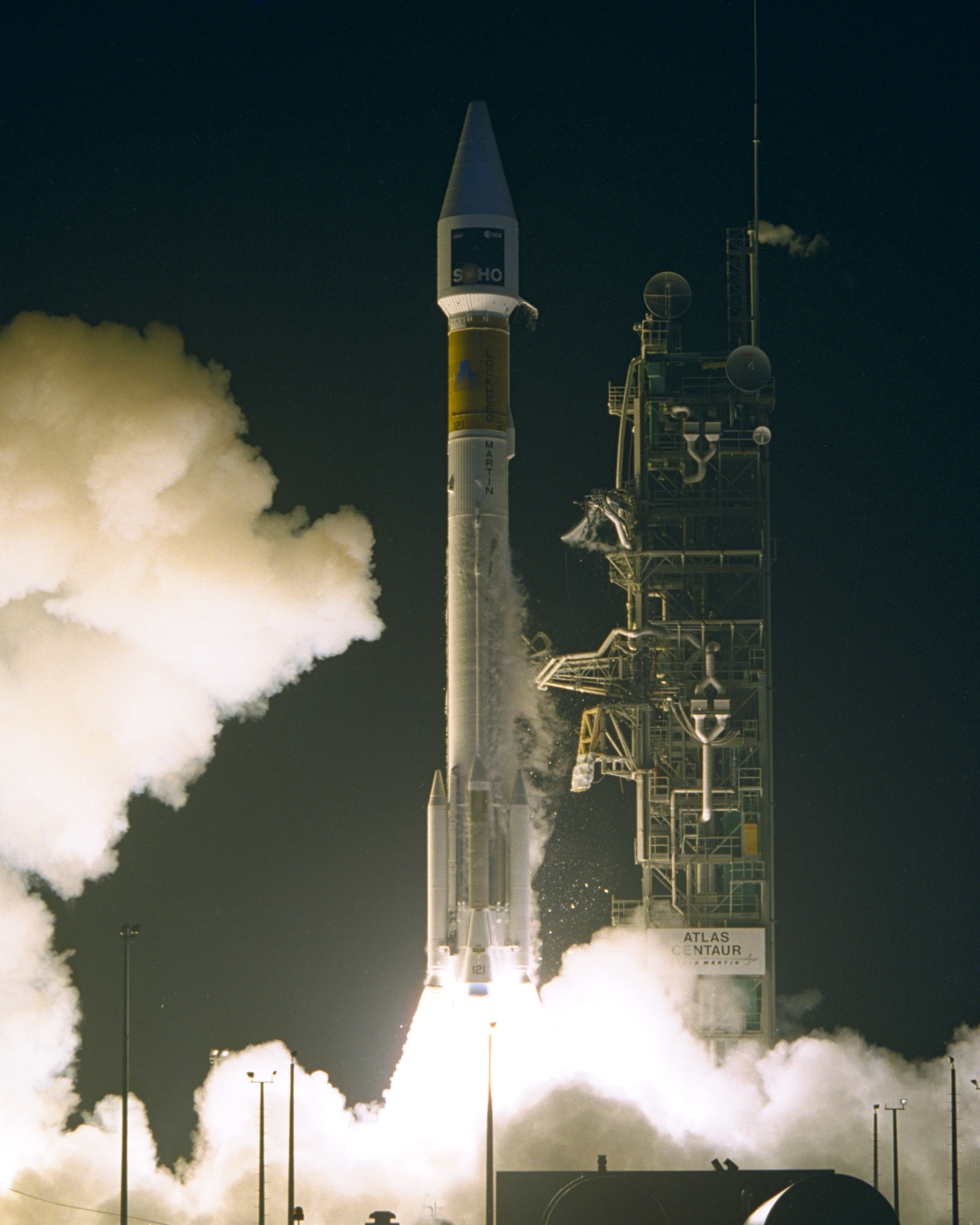
Lancement de SoHO le 2 décembre 1995.

### Lancement
Prévu initialement le 23 novembre mais retardé à cause d'une pièce défaillante du premier étage de son lanceur, le lancement de SoHO a finalement lieu le 2 décembre 1995. L'observatoire scolaire est placé en orbite par une fusée de type Atlas II-AS (la version la plus puissante de l'Atlas-Centaur) décollant depuis la base de Cape Canaveral (Floride). Il est placé initialement sur une orbite terrestre basse puis après environ 110 minutes de vol inertiel, l'étage Centaur est rallumé et SoHO est placé sur une orbite de transfert à destination du point de Lagrange L1 du système Soleil-Terre situé à 1,5 million de kilomètres. Il atteint sa destination au bout de 4 mois.

### Caractéristiques de l'orbite
Le satellite est positionné entre la Terre et le Soleil aux alentours du point de Lagrange L1 du système Soleil-Terre situé à 1,5 million de kilomètres de la Terre, dans la direction du Soleil. Cette position présente plusieurs avantages par rapport à l'orbite basse terrestre : les changements de vitesse par rapport au Soleil sont réduits condition nécessaire pour des mesures précises d'héliosismologie, l'observatoire solaire se trouve à l'extérieur de la magnétosphère terrestre ce qui est idéal pour déterminer les caractéristiques du vent solaire et des particules et enfin l'observation du Soleil est continue (pas d'éclipse provoqué par la Terre) ce qui répond à un besoin commun à tous les instruments. Au point de Lagrange L1 les forces d'attraction de la Terre et du Soleil s'équilibrent mais la position de l'observatoire est néanmoins instable : SoHO doit suivre une orbite de halo autour de L1 en forme de haricot qui nécessite pour être suivie d'utiliser périodiquement la propulsion. Cette orbite a un demi-diamètre de 200 000 kilomètres sur l'axe Terre-Soleil, de 650 000 kilomètres sur l'axe perpendiculaire à ce dernier dans le plan de l'écliptique et s'éloigne au maximum à 200 000 kilomètres de ce plan. SoHO parcourt cette orbite en 6 mois.

### Le sauvetage de 1998
Au cours des deux premières années SoHO effectue de nombreuses découvertes et recueille une grande quantité de données. Mais le 24 juin 1998, les contrôleurs au sol du centre de vol spatial Goddard perdent le contact avec SoHO lors d'une opération de maintenance de routine : les antennes de l'engin spatial ne sont plus pointées vers la Terre sans doute à la suite d'une erreur d'un opérateur. En conséquence l'orientation du satellite, qui n'est plus contrôlé, n'est plus maintenue face au Soleil. Sachant que dans l'espace, la température ambiante est de −150 °C lorsqu'on est à l'ombre du Soleil, et de +200 °C quand on y est exposé, les moyens de régulation thermique d'un satellite sont toujours très précis et ce genre de mouvement désordonné provoque, soit une surchauffe, soit une baisse de température très importante, selon la partie exposée du satellite. Ce n'est qu'un mois après avoir perdu le contact que les agences américaine et européenne parviennent à disposer d'éléments permettant de rétablir la liaison avec SoHO. Le 23 juillet, une première localisation du satellite est obtenue grâce au radiotélescope d'Arecibo à Puerto Rico, servant d'émetteur et une antenne de 70 mètres de diamètre de la NASA comme récepteur radar. Le 3 août, une première réponse de SoHO parvient. Une télémétrie complète est reçue le 8 du même mois, donnant une première estimation de l'état des instruments à bord et des moyens de propulsion. Les réservoirs d'hydrazine servant à la propulsion chimique du satellite sont extrêmement refroidis, et l'hydrazine est gelée. Il faut la dégeler tant bien que mal pour pouvoir, le 16 septembre, amorcer une phase de stabilisation du satellite toujours en mouvement de spin. Ce n'est que le 16 octobre  que la NASA annonce que le satellite est de nouveau sous contrôle. Le 4 novembre tous les instruments fonctionnent de nouveau normalement sauf le coronographe interne (C1) de l'instrument LASCO qui n'a pu être remis en route. Mais la température très froide subie par l'engin spatial a été fatale pour deux des trois roues de réaction qui sont utilisées pour maintenir l'orientation de l'engin spatial. Le 21 décembre la dernière roue de réaction tombe à son tour en panne. Les moteurs-fusées de SoHO doivent être utilisées pour maintenir le pointage des instruments. Mais cette solution consomme  l'hydrazine à un rythme élevé. Les ingénieurs mettent très rapidement au point une version du logiciel pilotant le contrôle d'attitude pour optimiser le processus. SoHO devient le premier satellite stabilisé 3 axes sans avoir recours à des roues de réaction.

### Prolongements de la mission
La mission primaire de SoHO s'achève en 1998. Compte tenu de la qualité des résultats et de l'état du satellite, la mission est prolongée à plusieurs reprises. Elle est prolongée une première fois de 5 ans de mai 1998 à avril 2003. En 2002, une nouvelle prolongation porte la date de fin à mars 2007. En mai 2006, celle-ci est repoussée à décembre 2009. En octobre 2009, SoHO se voit accorder de nouveau un sursis jusqu'à décembre 2012, puis fin 2013. L'échéance est à nouveau repoussée jusqu'à fin 2016. Le 22 novembre 2016, il est annoncé que la mission est prolongée jusqu'au 31 décembre 2018. Le 14 novembre 2018, la mission est à nouveau prolongé jusque 2020, avec une extension  jusqu'à la fin 2022,.
Il est probable que l'observatoire solaire sera mis hors service fin décembre 2025 pour faire place à une nouvelle génération d'observatoires solaires. Deux années supplémentaires (à compter du 1er janvier 2026) seront nécessaires pour finaliser les tâches postérieures aux opérations en vol (traitement des données),.

## Caractéristiques techniques
SoHO est un satellite de forme parallélépipédique haut de 4,3 mètres avec une section de 2,7 sur 3,7 mètres. Une fois les panneaux solaires déployés son envergure atteint 9,5 mètres. Sa masse totale est de 1 850 kg dont 250 kg d'ergols et  610 kg de charge utile constituée par douze instruments permettant l'observation à distance du Soleil et l'étude in situ du vent solaire. Le satellite est, de manière classique, composé de deux parties. D'une part la plateforme (ou bus) formant la partie inférieure regroupe les équipements permettant au satellite de fonctionner (production et contrôle d'énergie, contrôle thermique, pointage, télécommunications) et comporte des points d'attache pour les panneaux solaires déployés en orbite. D'autre part la charge utile constituée des différents instruments scientifiques est regroupée dans la partie supérieure du satellite. Les panneaux solaires produisent 1400 watts et fournissent en moyenne 440 watts aux instruments. L'énergie électrique est stockée dans deux batteries nickel-cadmium d'une capacité unitaire de 20 Ah. Le contrôle d'attitude, qui maintient les instruments pointés vers le centre du Soleil avec une précision supérieure à 10 secondes d'arc, repose sur une centrale à inertie, un viseur d'étoiles (mesure des mouvements de roulis) et un capteur solaire à pointage fin (mesure des mouvements de tangage et de lacet). Les corrections d'attitude sont réalisées à l'aide de quatre roues de réaction et de petits moteurs-fusées. Les données sont stockées dans une mémoire de masse d'une capacité de 2 gigabits et sur un enregistreur à bande magnétique d'une capacité de 1 gigabit. Les instruments produisent de manière continue et en moyenne 40 kilobits de données par seconde, l'instrument MDI produisant sur certaines plages de temps 160 kilobits de données par seconde. Les échanges de données avec la Terre se font en bande S et reposent sur un amplificateur de 10 watts, une antenne parabolique grand gain de 0,8 mètre de diamètre et deux antennes hélix faible gain. L'antenne grand gain est orientable selon deux axes (elle peut être dépointée au maximum de 32°). La modification du pointage, qui est réalisée trois fois par jour, est effectuée à des vitesses très lentes (0,001°/s) pour éviter de perturber le pointage des instruments vers le Soleil. Le satellite est conçu pour une durée de vie minimum de deux ans mais il emporte une quantité de consommables qui doit lui permettre de fonctionner au moins 6 ans,.

### Instruments
Pour répondre aux objectifs fixés à la mission, SoHO emporte trois groupes d'instruments :
- des instruments d'observation à distance (CDS, EIT, LASCO (en), SUMER, UVCS) chargés d'étudier la structure physique et la dynamique de l'atmosphère solaire externe (c'est-à-dire la chromosphère, la région de transition solaire et la couronne solaire jusqu'à 30 rayons solaires) ainsi qu'un instrument (SWAN) chargé d'analyser la cavité ionisée que le vent solaire « brûle » dans le vent stellaire neutre traversé par l'héliosphère ;
- plusieurs spectromètres de masse (CELIAS) et des analyseurs de particules à moyenne et haute énergie (COSTEP, ERNE) pour l'étude in situ, à environ 1 Unité astronomique du Soleil, du vent solaire, des particules énergétiques d'origine solaire et des rayons cosmiques (d'origine extrasolaire) ;
- deux spectromètres (GOLF et SOI/MDI) destinés à mesurer la vitesse ainsi que plusieurs radiomètres (VIRGO) pour étudier les variations de la vitesse et de l'intensité pour des études relevant de l'héliosismologie et analyser les variations de la constante solaire.

| Équipement                                                                                             | Description | Objectifs | Concepteur |
| --- | --- | --- | --- |
| Héliosismologie                                                                                        | | | |
| GOLF (Global Oscillations at Low Frequencies)                                                          | Spectromètre à résonance | Observation des oscillations de pression et de gravité à très faible fréquence (de 3 minutes à 100 jours) via la mesure du décalage Doppler dans la raie d'absorption du sodium associé aux déplacements de quelques m/s (modes acoustiques) de la surface du Soleil.                                                       | Institut d'astrophysique spatiale, France |
| VIRGO (Variability of Solar Irradiance and Gravity Oscillations)                                       | Radiomètres à cavité active fournissant des images à faible résolution (12 pixels). | Observation des oscillations de l'intensité solaire (irradiance) par des mesures effectués à l'aide de photomètres dans trois longueurs d'onde. | World Radiation Center, Suisse, Centre européen de technologie spatiale (ESTEC), Pays-Bas                                                     |
| MDI/SOI (Michelson Doppler Imager/Solar Oscillations Investigation)                                    | Interféromètre Michelson grand angle pouvant opérer en mode disque complet ou haute résolution avec une résolution spatiale comprise entre 1,3 et 4 secondes d'arc. | Mesure des oscillations de vélocité par décalage Doppler. | Université Stanford, États-Unis |
| Télédétection de l'atmosphère solaire (chromosphère, région de transition solaire et couronne solaire) | | | |
| CDS (Coronal Diagnostic Spectrometer)                                                                  | Télescope équipé de plusieurs spectromètres observant l'intensité de plusieurs lignes d'émission dans l'ultraviolet lointain (15-80 nm) avec une résolution spectrale comprise entre 1000 et 10000 et une résolution angulaire de 3 secondes d'arc.                               | Détermination de la température et de la densité de la région de transition et de plusieurs structures coronales. | Laboratoire Rutherford Appleton, Royaume-Uni                                                                                                  |
| EIT (Extreme ultraviolet Imaging Telescope (en))                                                       | Caméra équipée d'un détecteur CCD de 1024 x 1024 pixels fournissant des images du disque solaire dans plusieurs lignes d'émissions de l'ultraviolet. | Permet de déterminer les températures. N'est plus utilisé que de manière sporadique depuis le lancement de l'observatoire solaire SDO équipé d'un instrument plus avancé. | Institut d'astrophysique spatiale, France |
| LASCO (en) (Large Angle and Spectrometric Coronagraph)                                                 | Caméra comportant trois coronographes (C1, C2, C3) avec détecteur CCD de 1024 x 1024 pixels (C1 ne fonctionne plus depuis l'incident de 1998). C1 était le premier coronographe à miroir lancé dans l'espace et le premier coronographe disposant d'une capacité spectroscopique. | Étude de l'évolution des éjections de masse coronale, la masse, le moment d'inertie et le transport d'énergie dans la couronne solaire entre 1,1 et 30 rayons solaires. | Laboratoire de la Recherche Navale, États-Unis et Institut Max-Planck de recherche sur le Système solaire de la société Max-Planck, Allemagne |
| SUMER (Solar Ultraviolet Measurements of Emitted Radiation)                                            | Télescope observant le rayonnement ultraviolet (50-160 nanomètres) associé à un spectromètre à incidence avec une résolution spectrale comprise entre 20 000 et 40 0000 et une résolution angulaire comprise entre 1,2 et 1,5 seconde d'arc.                                      | Étude des flux de plasma, mesure des températures, des densités et des mouvements des ondes dans la chromosphère supérieure. | Institut Max-Planck de recherche sur le Système solaire, Institut d'astrophysique spatiale, France                                            |
| EIT (Extreme ultraviolet Imaging Telescope (en))                                                       | Caméra équipée d'un détecteur CCD de 1024 x 1024 pixels fournissant des images du disque solaire dans plusieurs lignes d'émissions de l'ultraviolet. | Permet de déterminer les températures. N'est plus utilisé que de manière sporadique depuis le lancement de l'observatoire solaire équipé d'un instrument plus avancé. | Institut d'astrophysique spatiale, France |
| SWAN (Solar Wind Anisotropies)                                                                         | Télescope à défilement avec cellule d'absorption pour l’émission Lyman-Alpha. | Mesure la masse des flux de vent solaire et la variation temporelle de celui-ci entre l'équateur et les pôles du Soleil en mesurant l'émissivité du rayonnement Lyman-Alpha interplanétaire. | Finnish Meteorological Institute, Finlande et Service d'aéronomie, France                                                                     |
| UVCS (Ultraviolet Coronagraph Spectrometer)                                                            | Télescope à occultation associé à des spectromètres haute résolution. | Observation de la couronne solaire entre 1,3 et 10 rayons solaires. Détermination des températures des électrons et des ions ainsi que des densités dans la couronne solaire en mesurant l'intensité d'une sélection de lignes d'émission en ultraviolet lointain.                                                          | Centre Harvard-Smithsonian pour l'Astrophysique, États-Unis                                                                                   |
| Mesures in situ du vent solaire                                                                        | | | |
| CELIAS (Charge, Element, and Isotope Analysis System)                                                  | Trois détecteurs permettant de déterminer la masse et la charge électrique des particules. Comprend également un spectromètre à photodiode SEM (Solar Extreme ultraviolet Monitor).                                                                                               | Mesure de la distribution de l'énergie et la composition (masse, charge) des particules du vent solaire et des particules à haute énergie (0 à 1000 keV). SEM mesure de manière continue le flux de rayonnement du disque solaire entier dans la ligne d'émission HeII (30,4 nanomètres) dont l'importance est stratégique. | Université de Berne, Suisse |
| COSTEP (Comprehensive Suprathermal and Energetic Particle Analyzer)                                    | Deux télescopes détecteurs et analyseurs électrostatiques. | Mesure le spectre énergétique des protons et des noyaux d'hélium (0,04-53 MeV) et des électrons (0,04-5 MeV). | Université de Kiel, Allemagne |
| ERNE (Energetic and Relativistic Nuclei and Electron experiment)                                       | Télescope à scintillateur | Mesure la distribution de l'énergie et la composition isotopique des ions (1,5-540 MeV par nucléon) et des électrons (5-60 MeV). | Université de Turku, Finlande |

## Segment sol
Le centre de contrôle de la mission SoHO se situe au Centre de vol spatial Goddard (établissement de la NASA). Les télécommunications passent par les trois antennes du réseau Deep Space Network de la NASA situées à Goldstone (Californie), Canberra (Australie) et Madrid (Espagne). La principale mission des contrôleurs est de maintenir les instruments de l'observatoire pointés vers le Soleil et de maintenir l'observatoire spatial sur son orbite autour du point de Lagrange L1 (celle-ci est bouclée en 6 mois). Une équipe scientifique réunissant des scientifiques de l'Agence spatiale européenne et de la NASA et située au centre Goddard est chargée de planifier et mettre en oeuvre les observations pour les 12 instruments. Les responsables des instruments sont en contact continu via internet et se réunissent périodiquement.

## Résultats

### Soleil
SoHO a révolutionné notre connaissance du Soleil. Des millions de clichés et de mesures, des centaines de publications scientifiques sont dues aux données qu'il a transmises à la Terre et continue quotidiennement à observer et transmettre la météo solaire (surface et couronne). Parmi les principales découvertes figurent :
- l'instrument GOLF a permis de déterminer que la vitesse de rotation du cœur du Soleil, qui tourne sur lui-même en une semaine, est quatre fois plus rapide que sa partie extérieure[21] ;
- la vitesse de propagation du son à l'intérieur du Soleil, calculée à partir des mesures effectuées par l'instrument GOLF, est cohérente avec les simulations des modèles solaires les plus récents jusqu'à 0,1 rayon solaire. Mais les valeurs divergent près du centre en dessous de 0,1 rayon solaire ;
- l'origine du vent solaire rapide a pu être déterminée à partir des données de l'instrument SUMER : celui-ci prend naissance en bordure du réseau chromosphérique ;
- les instruments SUMER/CDS ont effectué la première mesure de la température dans la couronne solaire au-dessus d'un trou polaire, source du vent solaire rapide ;
- les instruments SUMER/CDS ont mesuré la densité électronique, la température et les vitesses du plasma de la région de transition dans différentes structures ;
- SoHO à l'aide de l'instrument EIT a mis en évidence la très grande instabilité temporelle du Soleil calme[Quoi ?] à toutes les échelles spatiales ;
- SoHO a détecté et cartographié l'hélium ionisé présent dans la basse couronne et produisant une élévation brutale du bord solaire dans les trous coronaux ;
- à l'aide des instruments EIT/LASCO, SoHO a découvert un grand nombre d'éjections de masse coronale (CME) (plusieurs par jour) qui sont déclenchées à la base de l'atmosphère et a réalisé le suivi de leur propagation dans l'espace ;
- SoHO a cartographié pour la première fois la répartition de l'hydrogène dans l'héliosphère et son évolution en fonction du cycle solaire (instrument SWAN) ;
- l'instrument SWAN a permis la détection des régions actives sur la face cachée du Soleil.

### Comètes
SoHO, grâce à sa position, a permis de détecter un très grand nombre de comètes. L'instrument SWAN a permis la détection des comètes par la signature de leur dégazage en rayonnement tandis que l'instrument LASCO a permis l'observation de plus de 200 comètes rasantes. SoHO en avait recensé 500 en août 2002 et trois ans plus tard le 5 août 2005 Toni Scarmato découvre la 1 000 e comète. Le 25 juin 2008, la sonde détecte sa 1 500 e comète, puis la 2 000 e le 26 décembre 2010, par Michal Kusiak.
Les images prises par SoHO montrent des comètes s'approchant très près du Soleil et le vent solaire souffler avec force sur elles, leur faisant onduler une des deux queues de manière spectaculaire. Environ 85 % des comètes découvertes avec l'aide des clichés de SoHO appartiennent au groupe de Kreutz (en l'hommage de Heinrich Kreutz, le premier à avoir identifié ce groupe particulier de comètes). Pour une grande part, ces comètes s'évaporent au voisinage du Soleil, ce sont des comètes rasantes.
Entre les 13 et 22 décembre 2010, SoHO découvre 25 comètes qui s'écrasent sur le Soleil, probablement des membres du groupe de Kreutz. Karl Battams du Naval Research Laboratory pense que ces évènements pourraient préfigurer du passage d'une comète du type de la comète Ikeya-Seki.

## La mission SoHO en chiffres
Pour le 25e anniversaire, un bilan temporaire a été établi:
- 25 années d'observations et de mesures,
- 2 cycles solaires,
- 20 millions d'images ;
- 300 thèses universitaires ;
- 6 000 articles publiés ;
- 50 térabits de données dans les archives SoHO ;
- 2,4 millions de blocks de commande envoyés ;
- 4 000 comètes aperçues ;
- 30 000 éjections de masse coronale.

Note : les 3 gyroscopes sont hors service.

## Galerie

Différentes vues de SoHO en cours d'assemblage.
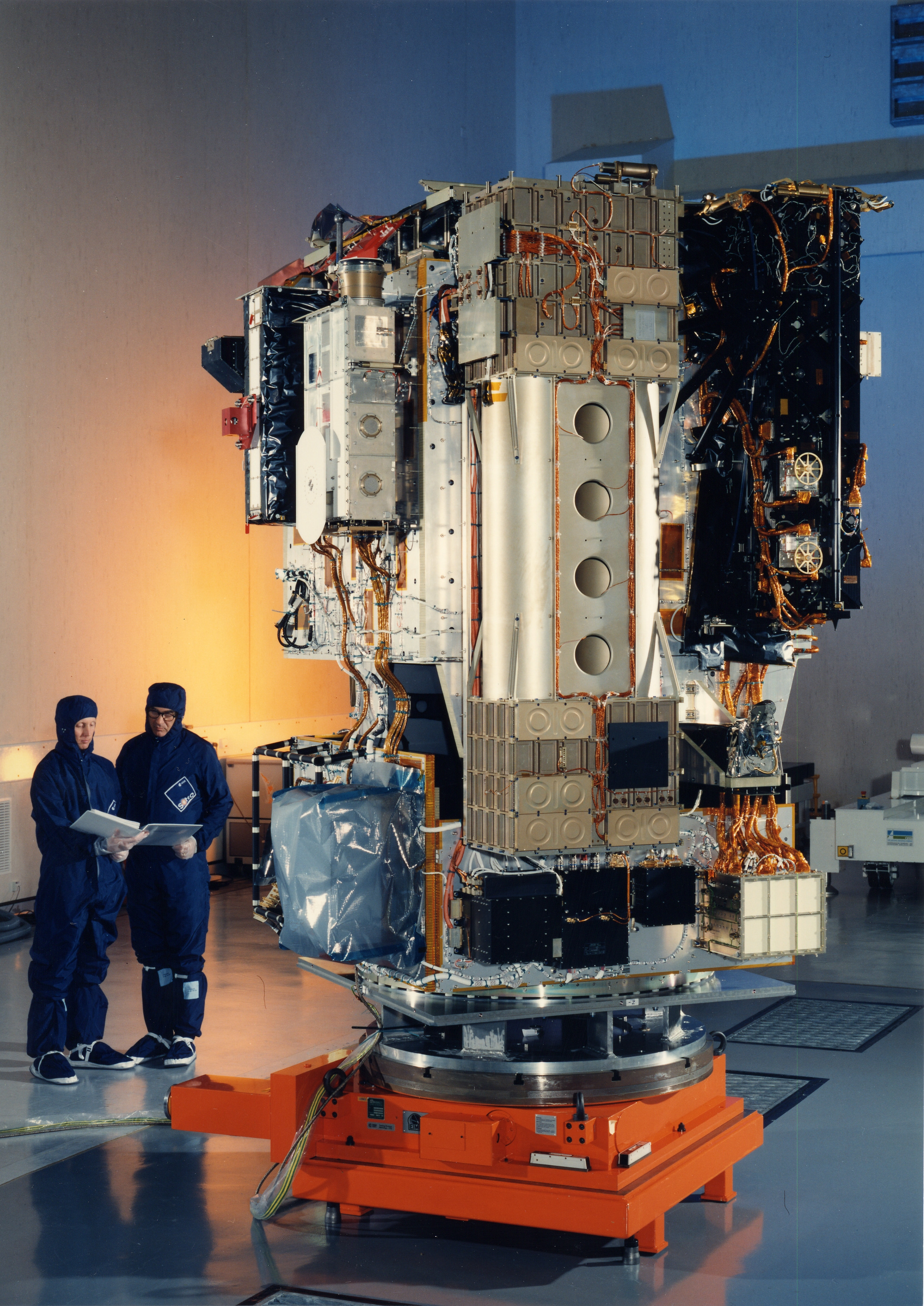
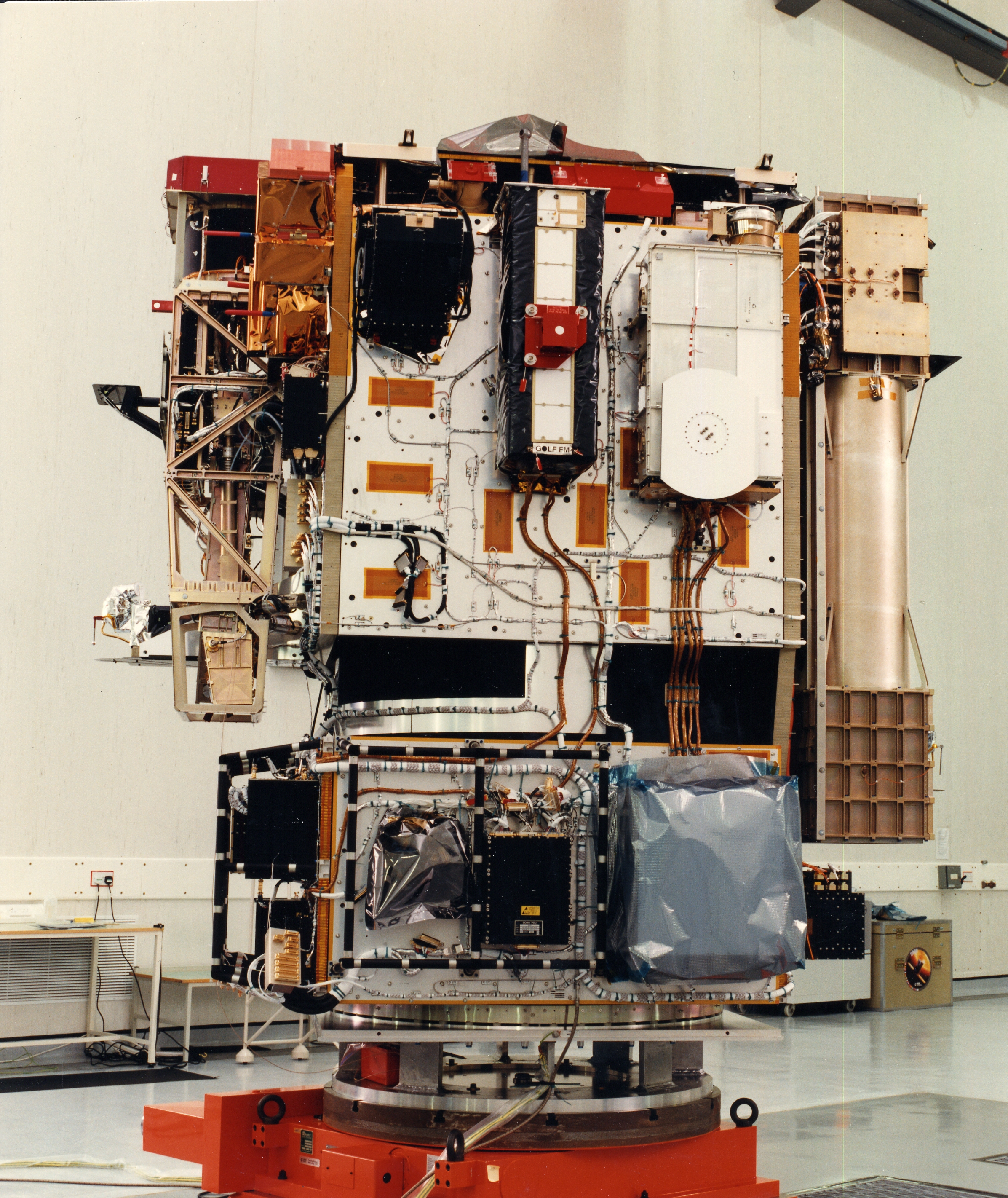
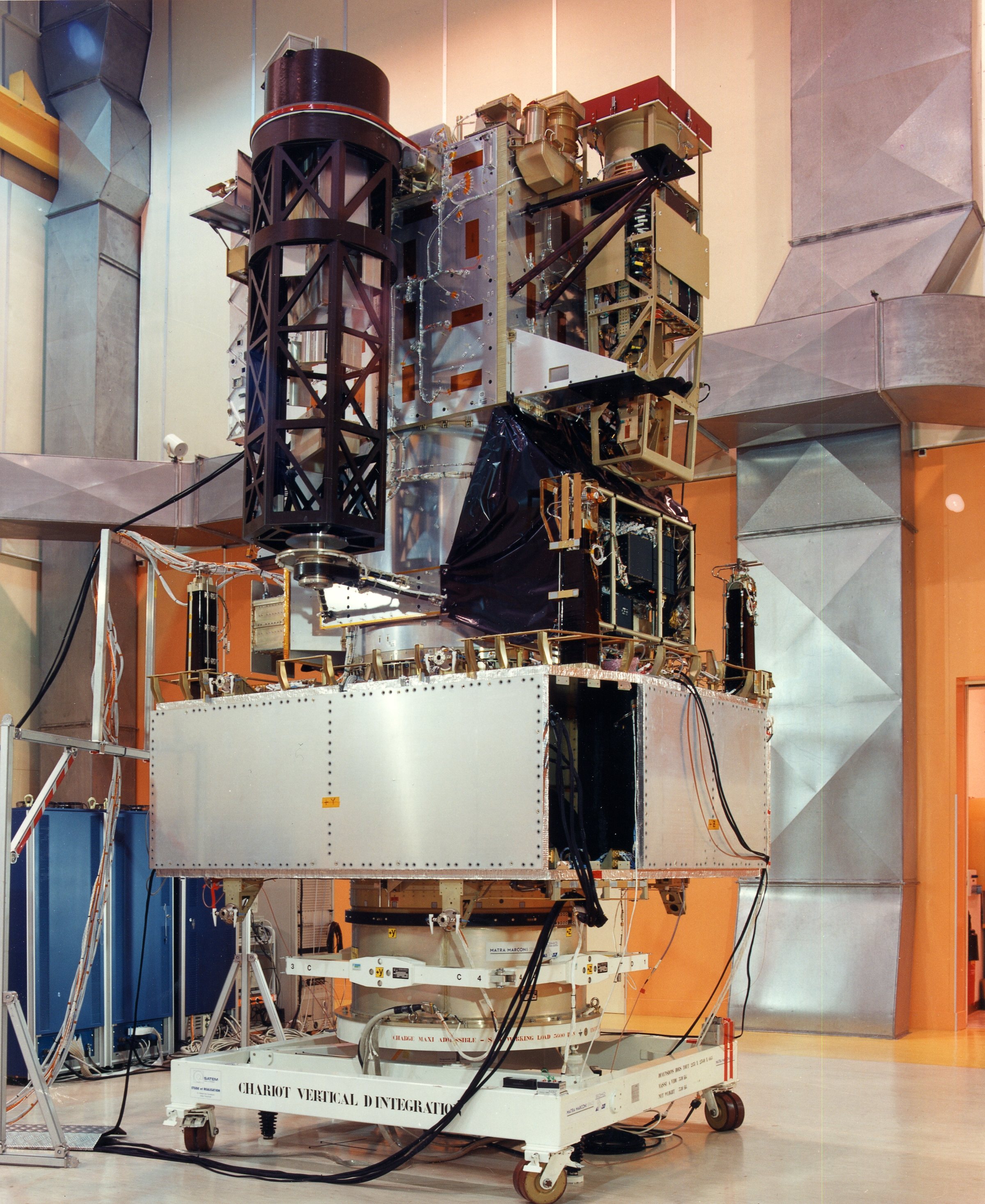
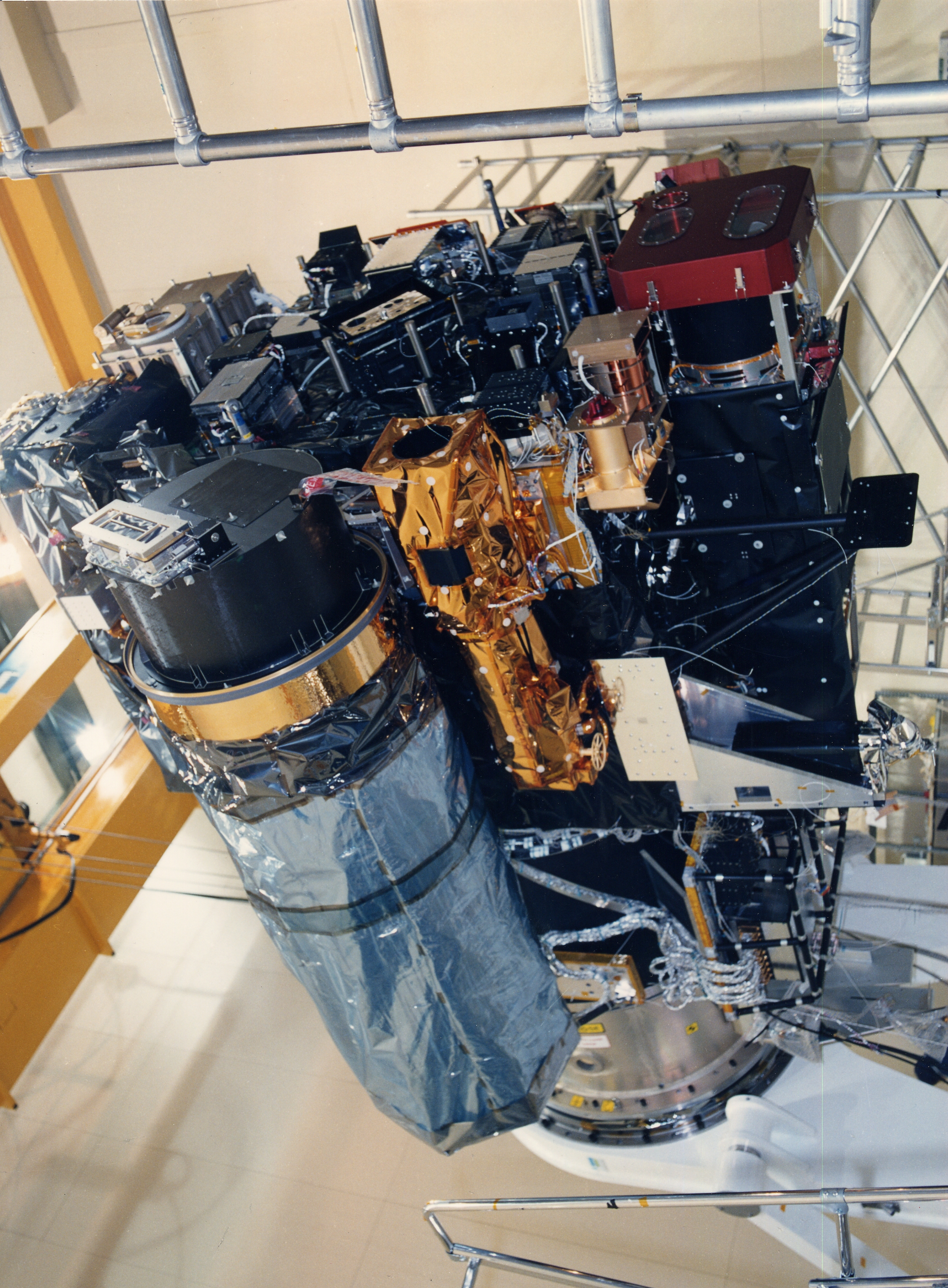
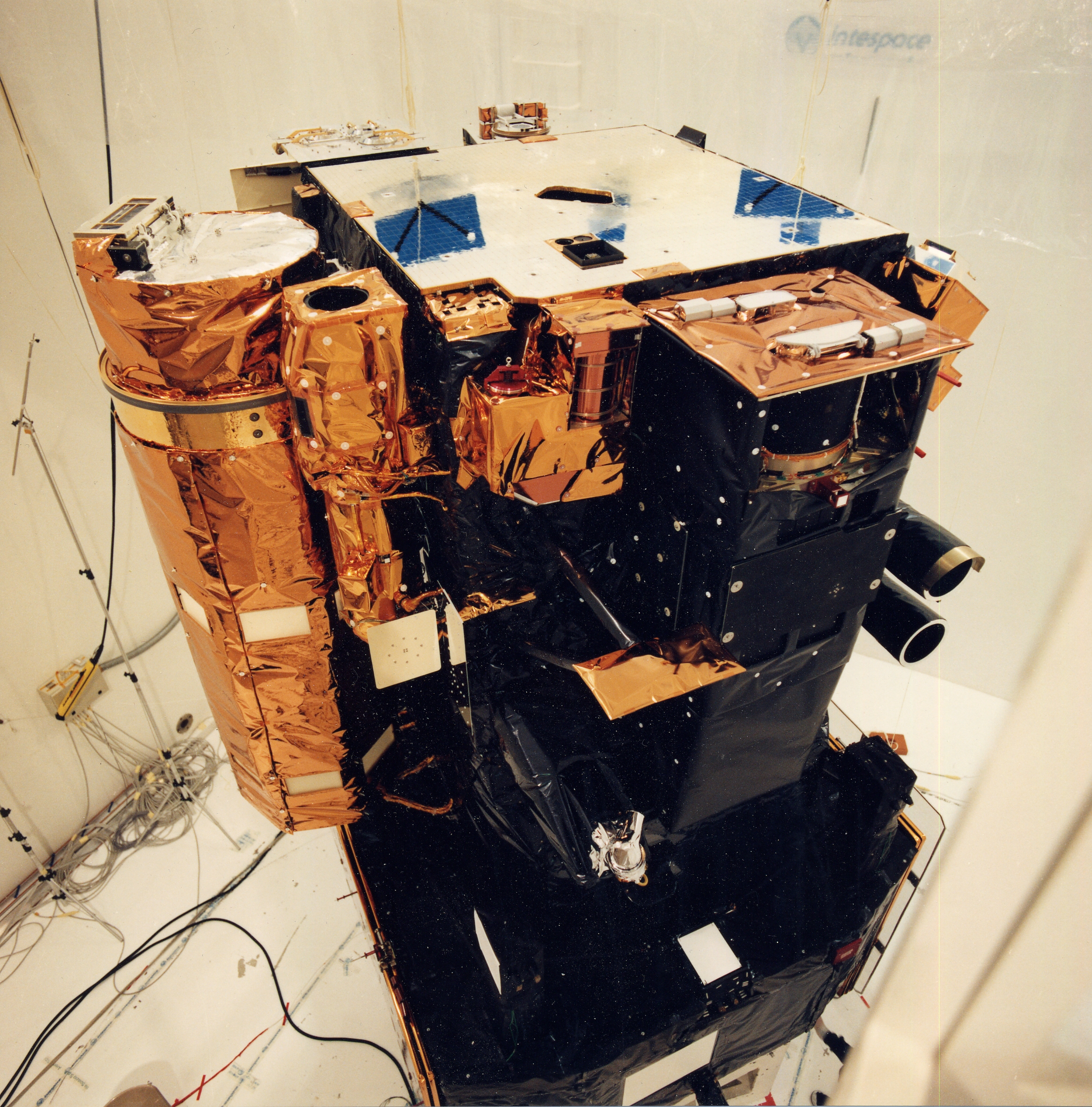